# Madalait Corona
Madalait Corona est une corona, formation géologique en forme de couronne, située sur la planète Vénus par 37,6° N et 206,4° E. Elle est localisée dans le quadrangle de Ganiki Planitia. Elle a été nommée en référence à Madalait, déesse créatrice australienne; "Créatrice de vie". 

## Géographie et géologie
Madalait Corona couvre une surface circulaire d'environ 150 km de diamètre. 